# Coscinasterias
Coscinasterias es un género de estrellas de mar de la familia Asteriidae.

## Especies
- Coscinasterias acutispina (Stimpson, 1862)
- Coscinasterias calamaria (Gray, 1840)
- Coscinasterias muricata (Verrill, 1867)
- Coscinasterias tenuispina (Lamarck, 1816).

Las siguientes especies son sinónimos de otras especies:
- Coscinasterias brucei (Koehler, 1908): sinónimo de Diplasterias brucei (Koehler, 1907)
- Coscinasterias dubia (H.L. Clark, 1909): sinónimo de Sclerasterias dubia (H.L. Clark, 1909)
- Coscinasterias euplecta (Fisher, 1906): sinónimo de Sclerasterias euplecta (Fisher, 1906)
- Coscinasterias gemmifera (Perrier, 1869): sinónimo de Coscinasterias muricata (Verrill, 1867)
- Coscinasterias jehennesi (Perrier, 1875): sinónimo de Coscinasterias calamaria (Gris, 1840)
- Coscinasterias victoriae (Koehler, 1911): sinónimo de Diplasterias brucei (Koehler, 1907).

## Galería

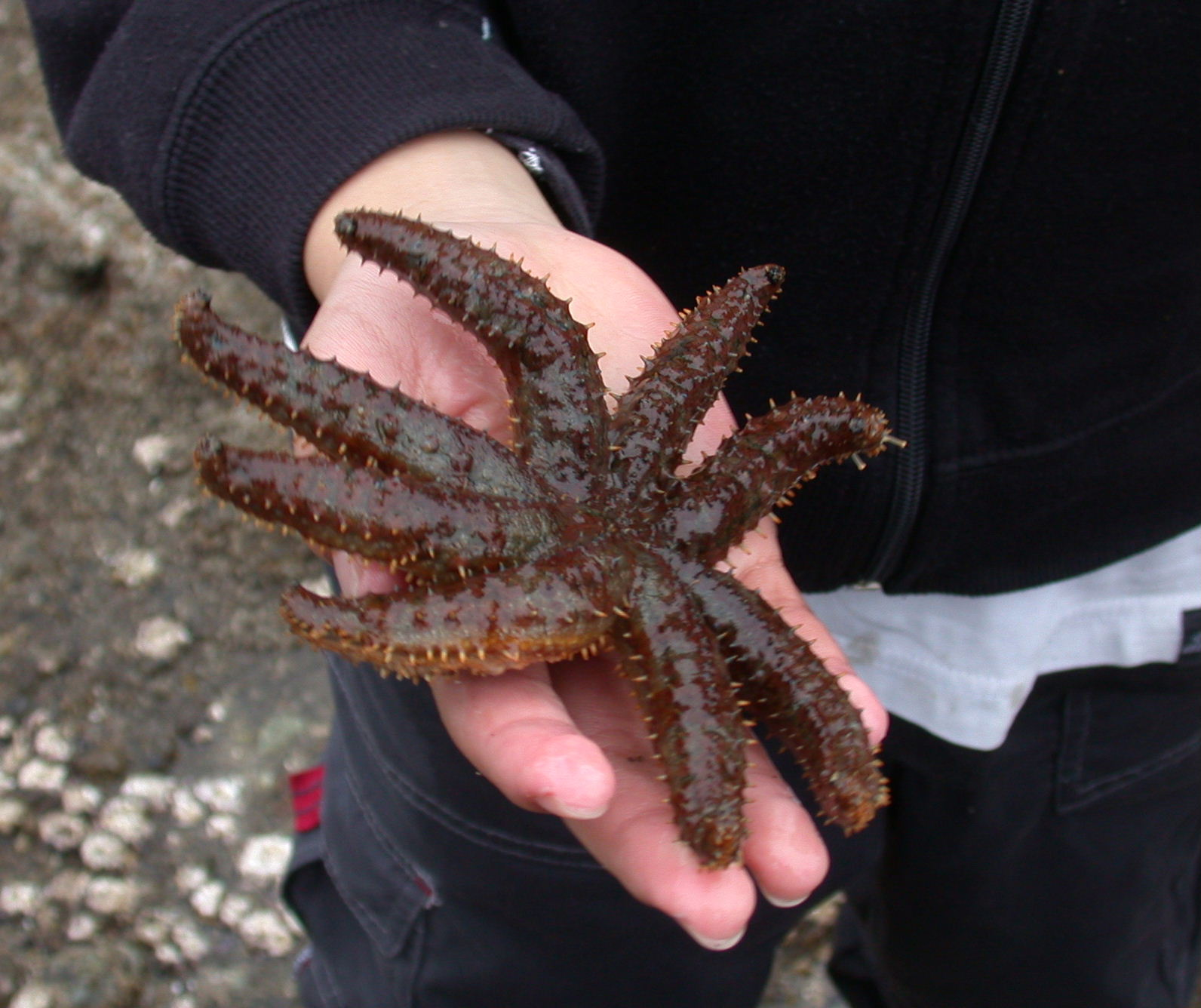
Coscinasterias acutispina
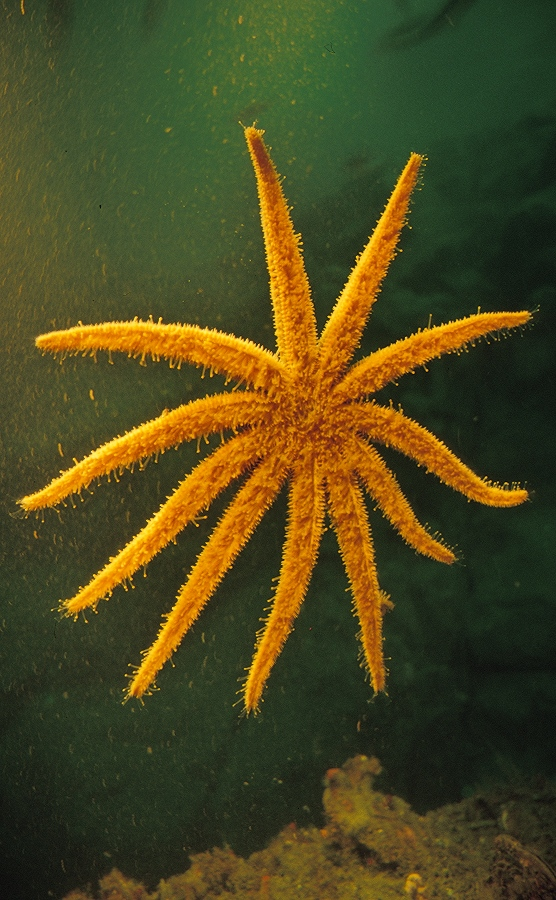
Coscinasterias calamaria
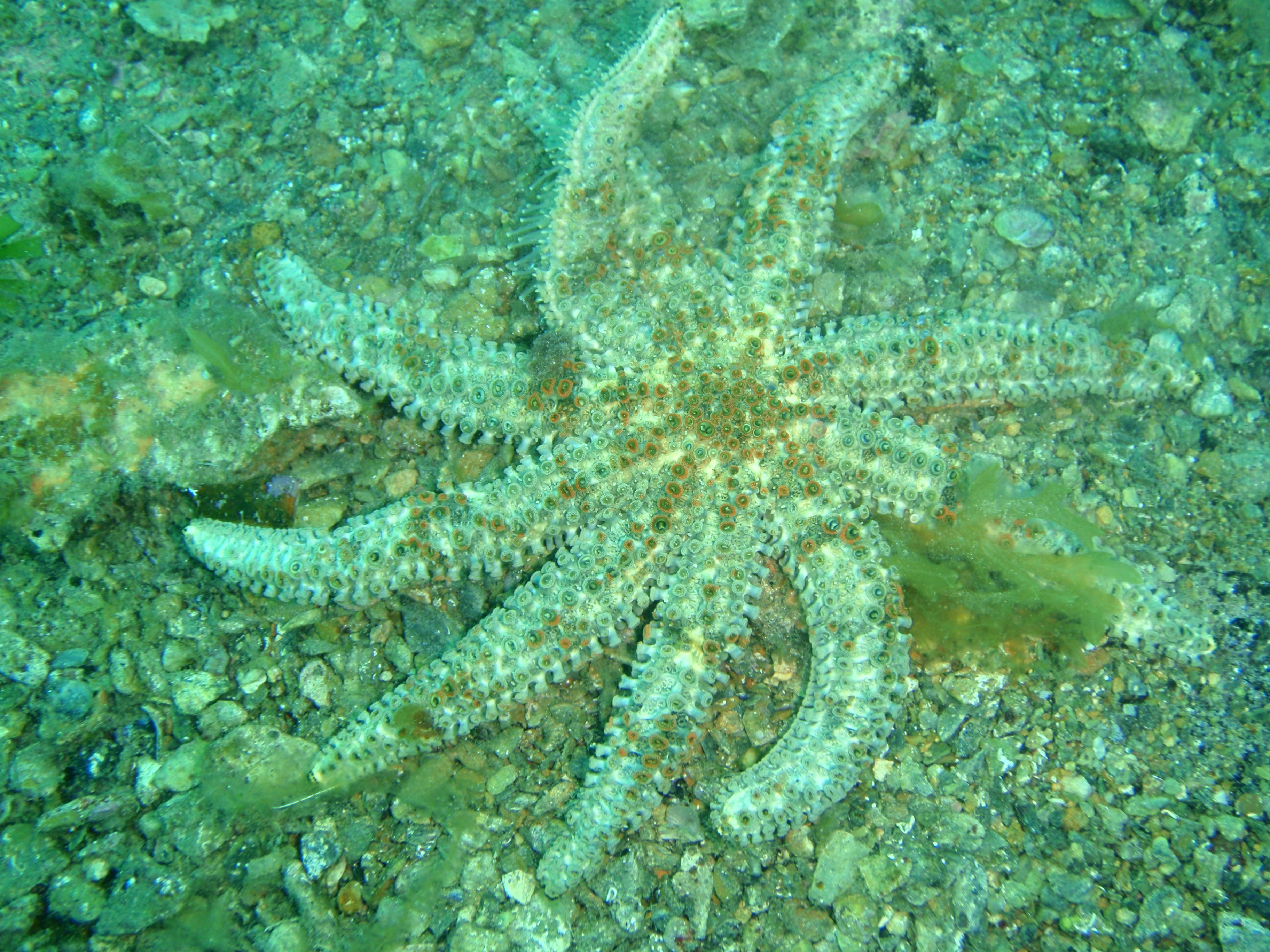
Coscinasterias muricata
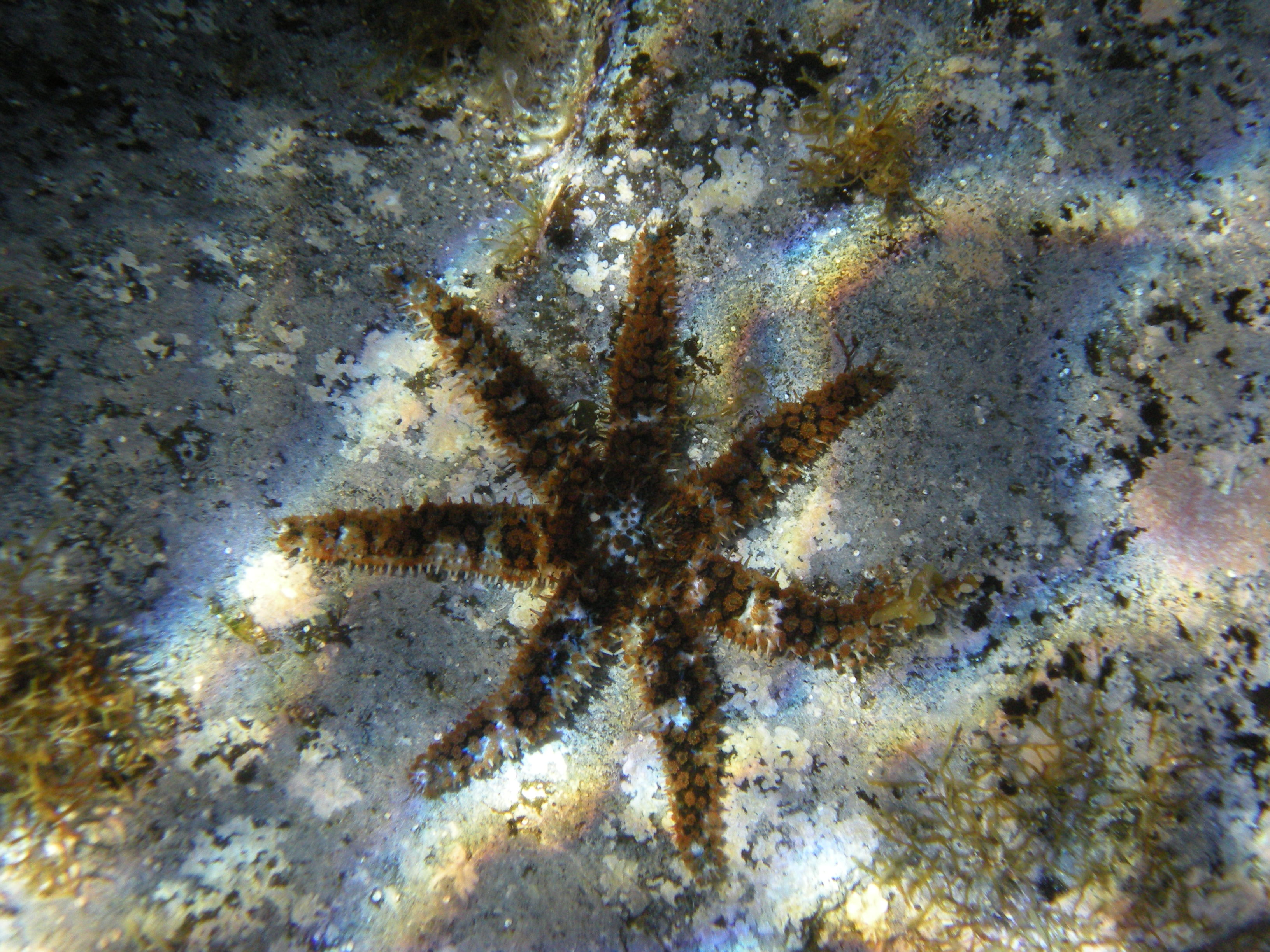
Coscinasterias tenuispina